# 人偶戀
人偶戀（英：agalmatophilia；日：人形愛）是對雕像、人偶、人體模型感到情欲或性吸引力的一種性特質或性傾向。在日語圈或英語圈的通俗語言中，有時被用希臘神話人物畢馬龍來隱喻，稱為「畢馬龍情結（ピグマリオンコンプレックス）」或「畢馬龍主義（Pygmalionism）」。在早期的性學研究中，曾被稱作「雕像症候群（Statue Syndrome）」。